# フジテレビ系列土曜昼前の情報番組枠
フジテレビ系列土曜昼前の情報番組枠（フジテレビけいれつどようひるまえのじょうほうばんぐみわく）とはフジテレビをはじめとするFNS系列にて土曜10時台から11時台にかけて放送されている情報番組のことである。

## 歴史
- 1989年4月1日：『THE WEEK』がスタート、1992年4月4日からは90分番組に切り替わる。
- 2000年4月1日：『ウォッ!チャ』がスタート。さらに、3時間番組に切り替わる。
- 2002年10月5日：12時台の『土曜LIVE ベスト百貨』終了により、『土曜LIVE ワッツ!?ニッポン』が105分番組に縮小。
- 2008年7月5日：『めざましどようび』の第2部枠『めざましどようびメガ』がスタート。105分のワイド番組から45分番組に縮小。
- 2012年3月31日：フジテレビ系列平日午後のワイドショー枠復活並びに『知りたがり!』の枠移動・拡大により『めざましどようびメガ』が終了。フジテレビはこの番組終了と同時に当該枠の情報番組から一旦終了。
- 2013年10月12日：フジテレビ系列平日午後のワイドショー枠の再度終了に伴い、伊藤利尋・西尾由佳理司会の新情報番組『世界HOTジャーナル』[1]で当該枠の情報番組が復活。
- 2015年3月28日：フジテレビ系列平日午後のワイドショー枠再度復活に伴い『世界HOTジャーナル』の枠移動により終了。同時にフジテレビは当該枠の情報番組から再度終了。

## 主な番組
TBS系列『関口宏のサンデーモーニング（現：サンデーモーニング）』の成功を受けて、1週間のニュースをまとめる報道系ワイドショー番組として開始した。
- 『THE WEEK』（1989年4月1日 - 1998年3月28日）
- 『土曜一番!花やしき』〈第2部〉（1998年4月4日 - 2000年3月25日）
- 『ウォッ!チャ（→お台場2★4★8スーパーウォッ!チャ）』（2000年4月1日 - 2001年9月29日）
- 『情報プロジェクトS』（2001年10月6日 - 2002年3月30日）
- 『土曜LIVE ワッツ!?ニッポン』（2002年4月6日 - 2006年9月30日）
- 『知的冒険 ハッケン!!（→ハッケン!!）』（2006年10月7日 - 2008年6月28日）
- 『めざましどようびメガ』（2008年7月5日 - 2012年3月31日）
- 『世界HOTジャーナル』（2013年10月12日 - 2015年3月28日）※2015年4月より金曜19時枠に移動

## 系列局の独自制作番組
北海道文化放送
- いっとこ! みんテレ（2020年4月11日 - ）

岩手めんこいテレビ
- はちきゅん（2011年4月2日 - 2016年3月26日）
- 8っぴーサタデー（2016年4月2日 - 2022年3月26日）
- サタデーファンキーズ（2022年4月2日 - ）

仙台放送
- あらあらかしこ（2009年4月4日 - ）

東海テレビ
- 週刊ニュース工房
- 報道原人（1998年4月4日 - 2004年3月20日）
- スーパーサタデー（2004年4月3日 - 2010年9月25日）
- ぷれサタ!（2010年10月2日 - 2013年3月16日）

関西テレビ
- ふるさとZIP探偵団（1989年4月1日 - 1999年9月25日）
  - ZIP!（1999年10月2日 - 2002年9月28日）
- 噂になりたい
- なに!?ぬ?ね!ノムさん
- 昼あがり!どまんなか（1999年10月2日 - 2002年9月28日）
  - どまんなかっ!（2002年10月5日 - 2003年3月29日）
- ファミりん（2002年10月5日 - 2003年3月22日）
- ぶっちゃけ!生タマゴン（2003年4月5日 - 2005年3月26日）
- ぶったま!（2005年4月2日 - 2009年9月26日）
- よ〜いドン!サタデー（2016年10月1日 - 2018年3月31日）
- 土曜日もよ〜いドン!（2019年10月5日 - ）
- LIVEコネクト!（2023年4月8日 - 2024年3月30日）
- ドっとコネクト（2024年4月6日 - ）

テレビ新広島
- 情熱PRESSピンスポ
- 情報チャージ 知りため!（2010年4月10日 - 2012年3月24日）
  - 知りため!プラス（2012年4月14日 - 2015年3月21日）

テレビ西日本
- ももち報道K宣言!（2002年7月6日 - 2005年6月25日）
- 土曜NEWSファイル CUBE（2005年7月2日 - 2019年3月30日）
  - 福岡NEWSファイル CUBE（2019年4月6日 - ）

テレビ大分
- スタジオ10:45大分あれこれ
- ハロー大分（1978年4月1日 - 2021年3月27日）
- サタデーパレット（2021年4月3日 - ）

鹿児島テレビ放送
- KTSどっとnews(不明 - 2005年3月)
- かごしまDO!(2025年4月5日 - )

## 備考
- 2000年4月1日から2002年9月28日まで『FNNスピーク土曜版』は本枠に内包された形で放送された。